# Aeschynanthus montisucris
Aeschynanthus montisucris là một loài thực vật có hoa trong họ Tai voi. Loài này được P.Royen mô tả khoa học đầu tiên năm 1983.